# Le Chasseur et son ombre
Le Chasseur et son ombre (titre original : Hunter's Run) est un roman de science-fiction écrit par les écrivains américains George R. R. Martin, Gardner R. Dozois et Daniel Abraham, publié en 2007 puis traduit en français par Jean-Daniel Brèque et Fabienne Rose et publié aux éditions Bragelonne en 2008.

## Résumé
Ramon Espejo, un prospecteur de la planète São Paulo, est contraint de fuir dans une jungle inexplorée à la suite d'une bagarre ayant entraîné le décès d'un ambassadeur. Par pur hasard, il découvre la présence d'une race extraterrestre. 
Capturé puis relâché afin de servir de chasseur pour retrouver un autre être humain ayant fait la même découverte, il va se rendre compte qu'il n'est plus la personne qu'il pensait être.

## Éditions
- Hunter's Run, Voyager Books, septembre 2007, 394 pages  (ISBN 978-0-00-726021-8)
- Le Chasseur et son ombre, Bragelonne, coll. « Science-fiction », 21 novembre 2008, trad. Jean-Daniel Brèque et Fabienne Rose, 312 p.  (ISBN 978-2352942405)
- Le Chasseur et son ombre, Gallimard, coll. « Folio SF » no 445, 28 février 2013, trad. Jean-Daniel Brèque et Fabienne Rose, 400 p.  (ISBN 978-2070448524)